# 동면 (천안시)
동면(東面)은 대한민국 충청남도 천안시 동남구의 면이다. 인근에는 충청북도 진천군과도 접하고 있다.

## 행정 구역
- 덕성리
- 죽계리 (竹溪里)
- 광덕리 (東面里)
- 동산리
- 장송리 (長松里)
- 화계리 (花溪里)
- 행암리
- 화덕리
- 수남리 (壽南里)
- 구도리
- 송연리